# Ніоботанталати
Ніоботанталати (рос. ниоботанталаты, англ. niobotantalates, нім. Niobotantalate n pl ) – мінерали, солі ніобієвих та танталових кислот: H3NbO4, H3NbO3, H3TaO4 i HTaO3. У мінералогії розглядаються як складні оксиди. 